# Stenbäckesjön
Stenbäckesjön är en sjö i Mönsterås kommun i Småland och ingår i Emåns huvudavrinningsområde. Sjön är 1,7 meter djup, har en yta på 0,17 kvadratkilometer och befinner sig 20 meter över havet. Sjön avvattnas av vattendraget Videbäck.

## Delavrinningsområde
Stenbäckesjön ingår i det delavrinningsområde (634105-153163) som SMHI kallar för Utloppet av Bosjön. Medelhöjden är 48 meter över havet och ytan är 27,15 kvadratkilometer. Det finns ett avrinningsområde uppströms, och räknas det in blir den ackumulerade arean 45,43 kvadratkilometer. Videbäck som avvattnar avrinningsområdet har biflödesordning 2, vilket innebär att vattnet flödar genom totalt 2 vattendrag innan det når havet efter 19 kilometer. Avrinningsområdet består mestadels av skog (84 %). Avrinningsområdet har 1,27 kvadratkilometer vattenytor vilket ger det en sjöprocent på 4,7 %.